# 石崎岳
石崎 岳（いしざき がく、1955年（昭和30年）7月9日 - ）は、日本の政治家、社会福祉法人北海道リハビリー理事長。自由民主党所属の元衆議院議員（3期）。

## 略歴
- 北海道旭川市生まれ。1966年に札幌市に転居し、札幌市立曙小学校に転入。札幌市立新琴似小学校、札幌市立新琴似中学校、札幌北高校、京都大学文学部卒業後、1979年に北海道放送 (HBC) 入社。同局の看板番組『テレポート6』のキャスターを4年間務める。
- 北海道放送を退職し、1996年10月20日に行われた第41回衆議院議員総選挙（初の小選挙区制での衆院選）に、北海道第3区（中選挙区時代の町村信孝の地盤）で自民党から出馬。荒井聰に3千票あまりの差をつけ初当選を果たす（当選同期に河野太郎・菅義偉・平沢勝栄・渡辺喜美・大村秀章・河本三郎・桜田義孝・下地幹郎・下村博文・新藤義孝・棚橋泰文・田村憲久・谷畑孝・戸井田徹・三沢淳・松浪健四郎・丸谷佳織など）。
- 1998年、小渕内閣で1期目では異例の抜擢を受け北海道開発庁政務次官を務める。また、中川昭一の指名を受け、拓銀破綻後の処理を取り仕切る。
- 2000年の第42回衆議院議員総選挙で、前回勝った荒井に6千票差で敗れ、落選。
- 2003年の札幌市長再選挙に、1回目の投票で3位に終わった道見重信に代わって出馬。自民党のほか保守新党推薦、公明党支持を取り付け、自民党道連会長佐藤静雄や北海道知事就任して間もない高橋はるみからも全面的な支援を受けるが、民主党と社民党の支持を受けた上田文雄に2万6千票差で敗れ、次点に終わった。しかし、3位の中尾則幸には大差を付けた。
- 2003年の第43回衆議院議員総選挙で、小選挙区（北海道3区）では、荒井に3千票差で敗れるも、比例復活で2度目の当選し国政復帰。
- 2005年の第44回衆議院議員総選挙で、小選挙区（北海道3区）で荒井に1万4千票の大差をつけ、3度目の当選。（荒井は比例復活）
  - 道州制調査会事務局長、北海道道州制検討小委員会事務局長として、道州制を推進する。
  - 党広報局長、党道連副会長就任、党札幌市連会長就任。
  - 第1次安倍内閣発足で厚生労働部会長に就任。
  - 福田改造内閣で総務副大臣（情報通信関連、郵政関連[1]）に就任。
- 2009年8月30日の第45回衆議院議員総選挙で、小選挙区（北海道3区）で荒井に7万3千票の差で比例復活もならず落選し、9月4日に引退を表明。
- このほか札連会長、国対副委員長、沖縄北方問題特別委員会理事、社会保障制度調査会副会長、年金委員会委員長代理、社会保険庁等の改革WG副主査、障害者特別委員会委員長代理、道州制調査会副会長、整備新幹線等鉄道調査会副会長、中心市街地再活性化調査会幹事、子育て対策支援小委員会委員長などを務めた。
- 2010年北海学園特任教授（北海学園大学及び北海商科大学の講演を担当）。
- 2013年2月佐藤のりゆきの主宰する北海道独立研究会設立に参画する[2]。同年4月北海商科大学開発政策研究所特別研究員（～2015年）
- 2015年12月社会福祉法人北海道リハビリー理事長。

## 所属していた団体・議員連盟
- 日本会議国会議員懇談会
- 神道政治連盟国会議員懇談会
- 北海道新幹線早期実現推進議員連盟（事務局長）
- 雪氷エネルギー推進議員連盟（事務局長）
- 改革加速議員連盟 事務局長
- 外国人材交流推進議員連盟
- 自民党動物愛護管理推進議員連盟
- 再チャレンジ支援議員連盟